# José Goñi Gaztambide
José Goñi Gaztambide (Arizaleta, 26 de enero de 1914-Pamplona, 21 de noviembre de 2002) fue un sacerdote católico, docente e historiador eclesiástico español.

## Biografía
Nacido en el Valle de Yerri, en la Merindad de Estella era el tercer hijo de una familia numerosa de siete hermanos.
Alumno de la escuela apostólica de frailes dominicos de Cangas de Onís, estudió Humanidades y Filosofía en el Seminario Diocesano de Pamplona, continuando sus estudios eclesiásticos en la Pontificia Universidad Gregoriana; en 1937 fue ordenado sacerdote en Roma, y al año siguiente se licenció en teología. Tras ejercer como profesor de Historia de la Iglesia en el Seminario de Pamplona entre 1943 y 1968, pasó como docente a la Universidad de Navarra, donde, desde 1969, fue catedrático de la misma materia.
Al obtener en 1948 la diplomatura en Archivística de la Escuela Vaticana de Paleografía, Diplomática y Archivística, fue canónigo archivero de la Catedral de Pamplona, miembro del Instituto Nacional de Estudios Históricos desde 1950, correspondiente de la Real Academia de la Historia desde 1955, colaborador numerario del Instituto Enrique Flórez del Consejo Superior de Investigaciones Científicas desde 1950, asesor técnico de historia eclesiástica del mismo instituto desde 1965, y miembro del consejo de redacción de diversas publicaciones, entre ellas Studia Monastica, Annuarium Historiæ Conciliorum, Scripta Theologica o Hispania Sacra.

## Obra
Entre sus escritos, todos ellos relativos a la historia de la iglesia católica, además de numerosas colaboraciones en el "Dictionnaire d'Histoire et Géographie Ecclésiastique", en el "Diccionario de Historia Eclesiástica de España", en la "Gran Enciclopedia Rialp" o en las revistas "Príncipe de Viana", "Hispania Sacra", "Anthologica Annua", "Studia Monástica", "Boletín de Estudios Históricos de San Sebastián", "Archivum Historiae Pontificae", "Estudios de Edad Media de la Corona de Aragón" o "Cuadernos de Etnología y Etnografía de Navarra", destacan las siguientes obras mayores:
- Los navarros en el Concilio de Trento y la reforma tridentina en la Diócesis de Pamplona (Pamplona, 1947);
- Historia de la bula de Cruzada en España (Vitoria, 1958);
- Catálogo del Archivo Catedral de Pamplona (Pamplona, 1965);
- Los españoles en el Concilio de Constanza (Madrid, 1966);
- Historia de los obispos de Pamplona (10 vols., Pamplona, 1979-1994).[4]

## Premios y reconocimientos
- En 1990 recibió el primer Premio Príncipe de Viana de la Cultura.